# Rengershausen (Einbeck)
Rengershausen ist eine Ortschaft der Stadt Einbeck im südniedersächsischen Landkreis Northeim.

## Geografie
Geographisch liegt Rengershausen im Leinebergland zwischen Solling und Harz umschlossen von dem Dickenberg (303 m, Ost), dem Kurzen Berg (299 m, NO), Döhrenberg (254 m, Nord) und dem Großen Birkenberg (366 m, NW), welcher zudem Teil des angrenzenden Elfas ist.
In diesem Areal entspringt auch gleichzeitig der Allerbach aus mehreren Quellen, welcher im späteren Verlauf in Bewer in Ilme übergeht und somit einen Zufluss zur Leine darstellt.
Nachbarorte sind Portenhagen westlich und Avendshausen südlich von Rengershausen.

## Geschichte
Urkundlich erwähnt wird Rengershausen erstmals als Regenverskinghus in den Traditiones Corbeiensis von 900 bis 916. Ähnlich wie andere -hausen-Siedlungen, entstand die Siedlung aus einem Einzelhof, welche über die Zeit als Keimzelle weiteren dörflichen Wachstums fungierte.
In den Zeiten des Mittelalters wird Rengershausen nicht urkundlich erwähnt und tritt erst mit dem „Grubenhagenschen Landtagsabschied“ zu Osterode vom 30. November 1575 wieder in Erscheinung.
Interessant ist, dass umliegende Höhenzüge damals im Heiligen Römischen Reich Deutscher Nation (bis 1806) die Grenze zwischen dem Königreich Hannover („KH“) und dem Herzogtum Braunschweig („HB“) darstellen. Auch heute noch ist der Grenzverlauf anhand von Grenzmarken aus dem Jahre 1776 gut nachzuvollziehen.
Im Zuge der Gebietsreform in Niedersachsen, die am 1. März 1974 stattfand, wurde die zuvor selbständige Gemeinde Rengershausen durch Eingemeindung zur Ortschaft der Stadt Einbeck.

## Politik
Aufgrund seiner geringen Einwohnerzahl wird Rengershausen nicht von einem Ortsrat, sondern von einem Ortsvorsteher vertreten. Aktueller Ortsvorsteher ist Jens Fricke.

## Kultur und Sehenswürdigkeiten
Kirchlich gehört Rengershausen zur evangelischen Kirchengemeinde Lüthorst. Eine Kirche gibt es hier nicht, sondern einen Turm mit Glocke.

## Wirtschaft und Infrastruktur
Wirtschaftlich und sozial wurde Rengershausen seit jeher von der Land- und Viehwirtschaft geprägt. Dieses spiegelt sich auch im Ortswappen wider, welches das Reh und die Ähren als Symbol für Jagd und Ackerbau enthält. Bis in die heutige Zeit ist der Einfluss der ansässigen landwirtschaftlichen Betriebe auf Dorfbild und Kulturlandschaft zu erleben.